# Nxai Pan
Nxai Pan è una grande salina che fa parte del complesso di Makgadikgadi Pan, nel Botswana nord-orientale.
La salina ricade all'interno del Parco nazionale Nxai Pan. Durante la stagione delle piogge, tra dicembre e aprile, la salina si ricopre di vegetazione ed attira grandi mandrie di zebre e gnu.